# Luis Sotelo
Luis Sotelo  foi um frade franciscano que morreu como mártir no Japão em 1624 e foi beatificado pelo papa Pio IX em 1867.
Sotelo nasceu em Sevilha, Espanha, e estudou na Universidade de Salamanca antes de ingressar no convento "Calvario de los Hermanos Menores". Ele foi enviado, em 1600, para as Filipinas, para suprir as necessidades espirituais do povoado filipino de Dilao, até sua destruição pelas forças espanholas e portuguesas em 1608, depois de uma luta intensa.
Em 1608, o papa Paulo V autorizou ordens religiosas menores (dominicanos e franciscanos) para pregar no Japão, o que era até então feito apenas pelos jesuítas. Sotelo imediatamente foi para o Japão e assumiu um posto de liderança da sua comunidade.

## Proselitismo em Edo
Sotelo então foi ao Japão, onde tentou fundar uma igreja franciscana na região de Tóquio. A igreja foi destruída em 1612, seguindo-se a interdição do cristianismo nos territórios dos Tokugawa em 21 de abril de 1612 (os editos de proibição foram uma reação a um escândalo de suborno entre um colaborador próximo do xogun, Okamoto Daihachi, e o daimyo cristão Arima Harunobu).
Sotelo fugiu para a parte norte do Japão, na área controlada pelo daimyo de Sendai, Date Masamune, onde o cristianismo ainda era tolerado. Ele voltou para Tóquio no ano seguinte e construiu e inaugurou uma nova igreja em 12 de maio de 1613, na área de Asakusa Torigoe. O Bakufu reagiu prendendo os cristãos, e o próprio Sotelo foi colocado na prisão de Kodenma-chō (小伝馬町). Sete japoneses cristãos, presos junto com Sotelo, foram executados em 1º de julho, mas Sotelo foi libertado por um pedido especial de Date Masamune.

## Projeto de embaixada
Sotelo planejou e acompanhou uma embaixada japonesa enviada por Date Masamune para a Espanha em 1613. A embaixada foi chefiada por Hasekura Tsunenaga e cruzou o Pacífico a bordo do galeão construído no Japão San Juan Bautista. Ele conduziu os japoneses para receberem o batismo em Madrid, antes de acompanhá-los para ver o papa Paulo V em Roma.

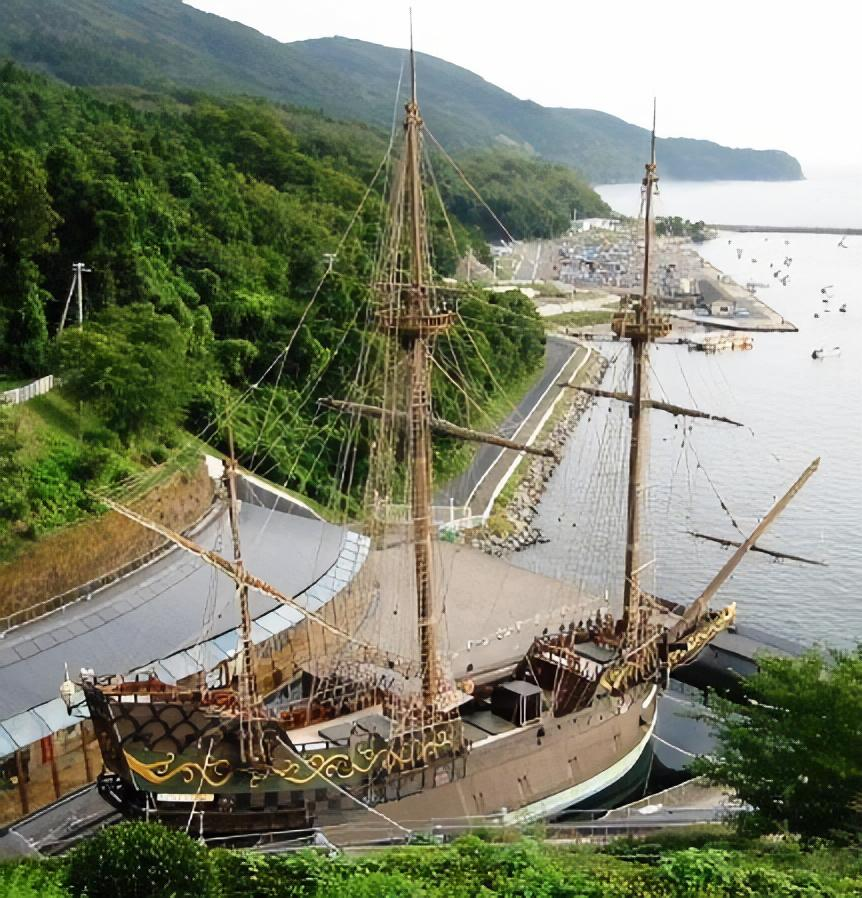
Uma réplica do galeão San Juan Bautista.

A embaixada era um produto de ambições políticas de Sotelo e Date Masamune. Sotelo tentou estabelecer uma diocese no norte do Japão, independente da diocese de Funai (Nagasaki), controlada pelos jesuítas. Sua campanha foi obstruída pelos portugueses, apesar de que na altura estavam sob o jugo dos Filipes de Espanha, e falhou em conseguir apoio dos franciscanos por estar ligada à sua ambição pessoal pelo posto de bispo. Date Masamune queria fazer comércio com a Nova Espanha, (México), mas logo se percebeu que seria um comércio muito custoso.
Sotelo acompanhou a embaixada japonesa de volta às Filipinas em 1618, onde ele ficou por algum tempo, devido à repressão do cristianismo no Japão. Ele teve problemas com a Igreja, porque ele tinha vendido suas posses no Japão. Entretanto, o Conselho Católico das Índias o mandou para a referida Nueva España, em 1620, para desempenhar lá suas atividades missionárias.

## Martírio no Japão
Sotelo então tentou se infiltrar no Japão em 1622, a bordo de um barco chinês, mas foi descoberto e preso. Depois de dois anos na prisão, Luis Sotelo foi queimado vivo, junto com dois franciscanos, um jesuíta e um dominicano, aos 50 anos.
Ele foi beatificado pelo papa Pio IX em 1867.

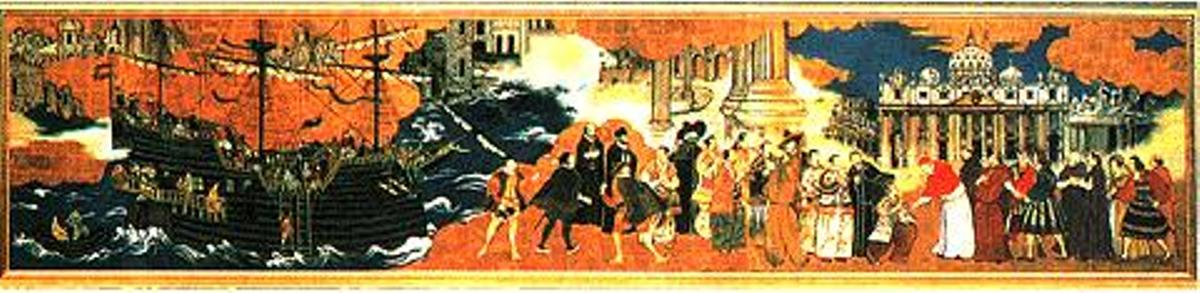
Embaixada de Hasekura para o papa em Roma em 1617, acompanhada por Luis Sotelo. Pintura japonesa, século XVII.